# Olavius alius
Olavius alius är en ringmaskart som beskrevs av Erséus 1984. Olavius alius ingår i släktet Olavius och familjen glattmaskar. Inga underarter finns listade i Catalogue of Life.